# Åkerlundstjärnen
Åkerlundstjärnen är en sjö i Piteå kommun i Norrbotten och ingår i Rosån-Alterälvens kustområde.